# صومعه هایراوانک
هایراوانک (ارمنی: Հայրավանք) یک صومعه حواری ارمنی واقع در استان گغارکونیک، ارمنستان می‌باشد که در ساحل دریاچه سوان در واقع شده است.
ساخت و ساز این صومعه بین سده‌های ۹ام تا ۱۲ام میلادی انجام گرفته است.
این بنا به سبک معماری ارمنی طراحی شده‌است.
در اطراف صومعه تعدادی چلیپاسنگ و سنگ قبرهای یک گورستان کوچک وجود دارد

## نگارخانه

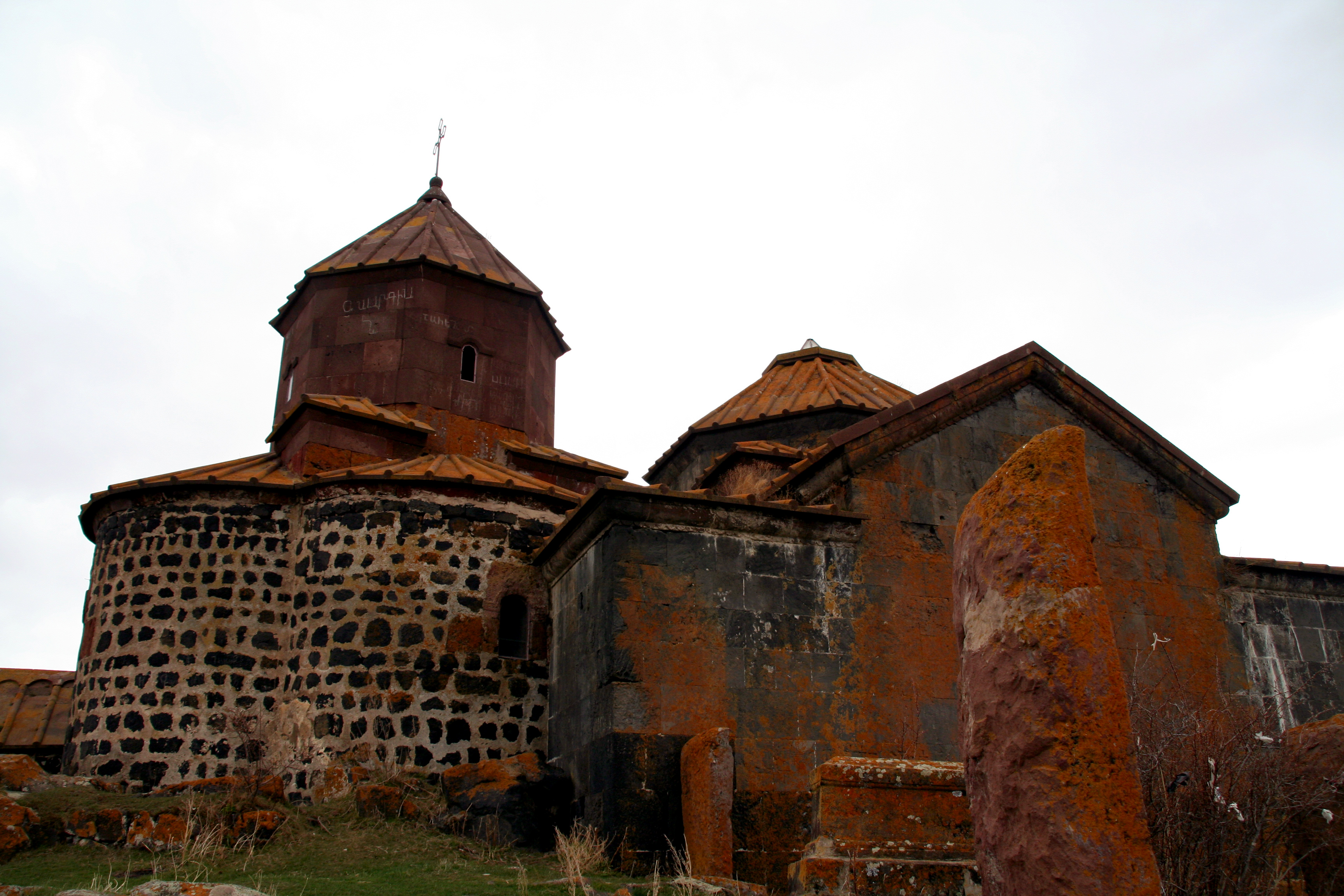
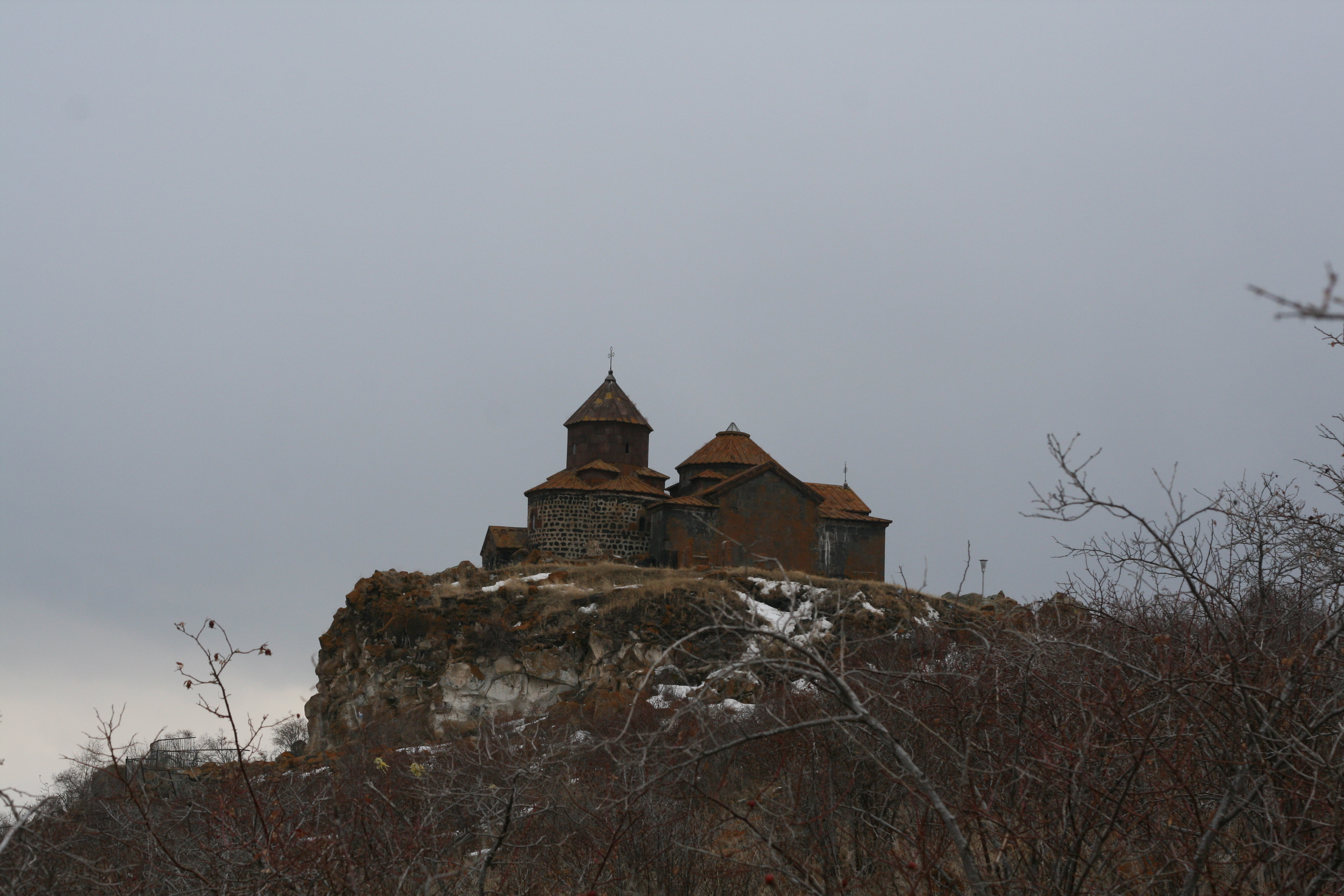
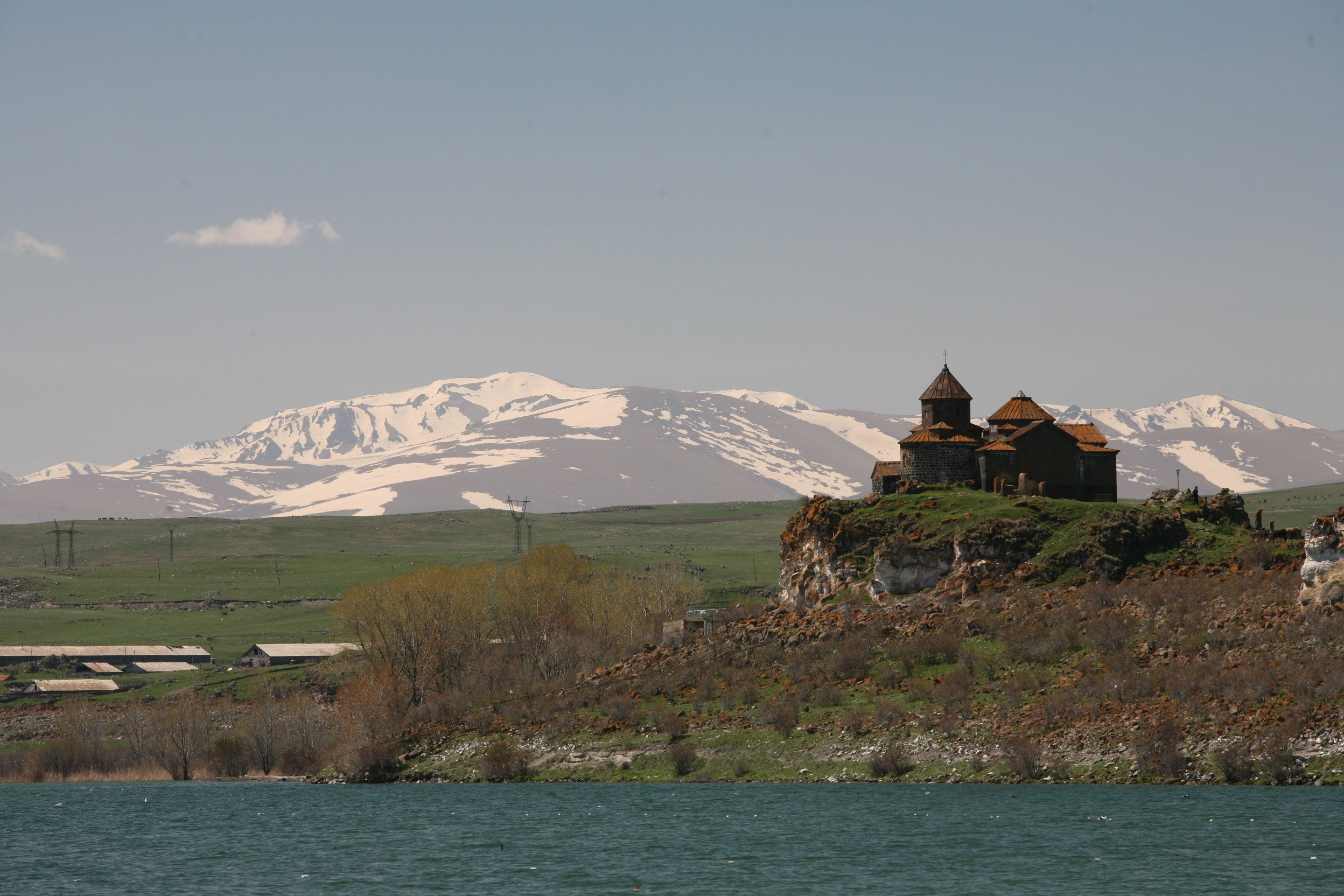
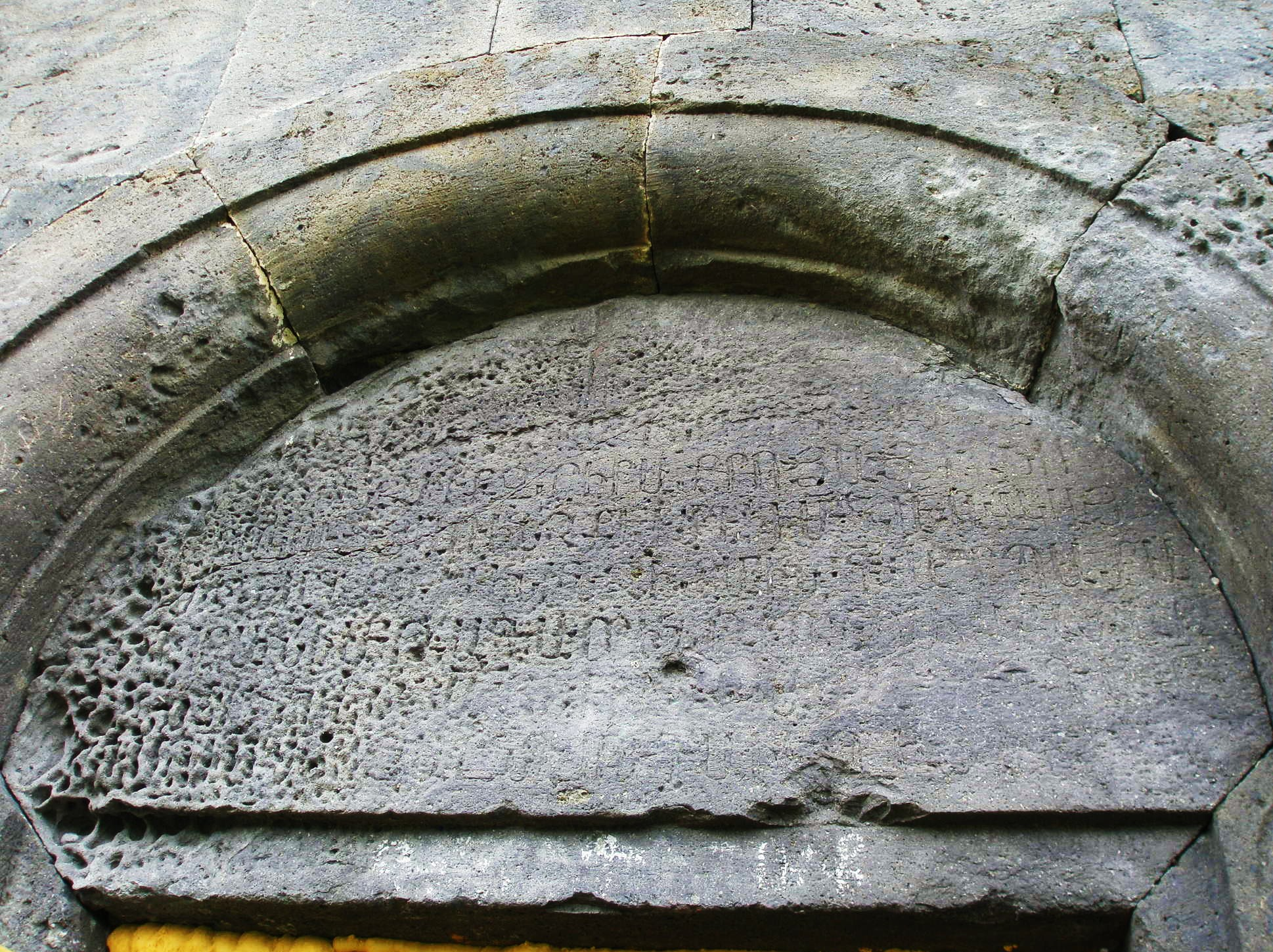
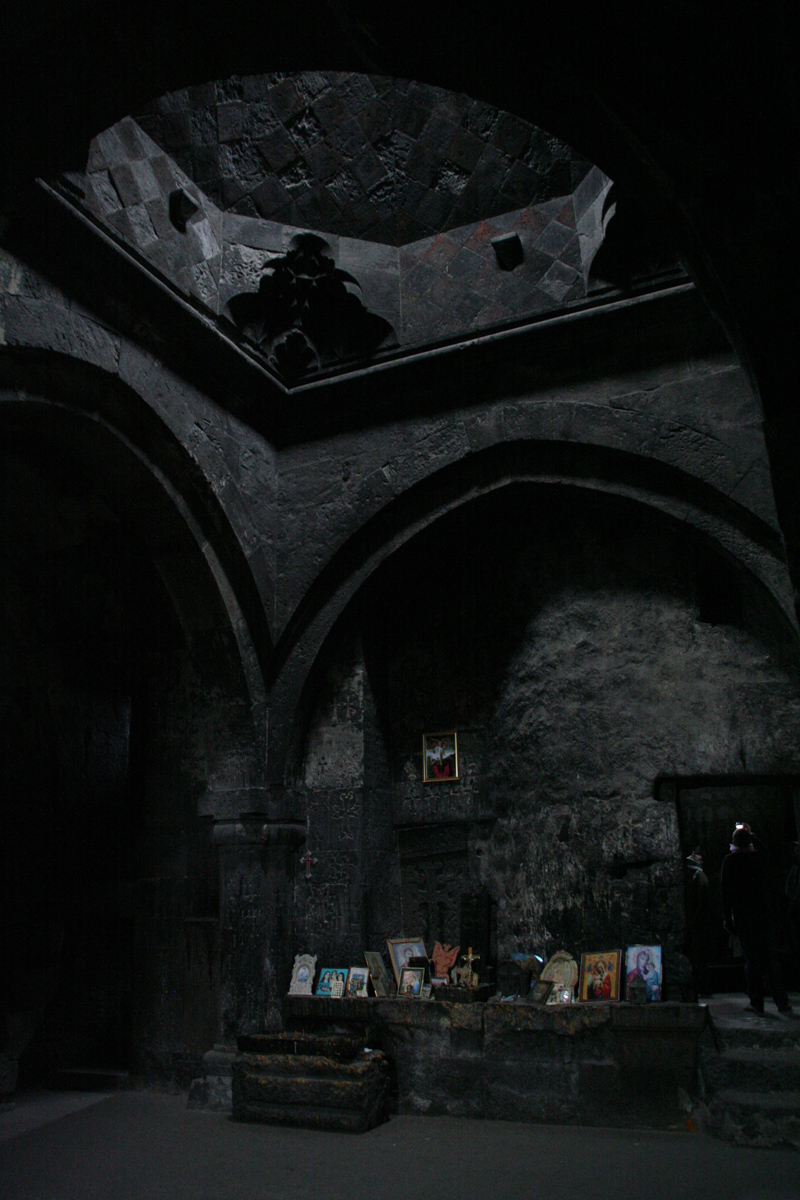
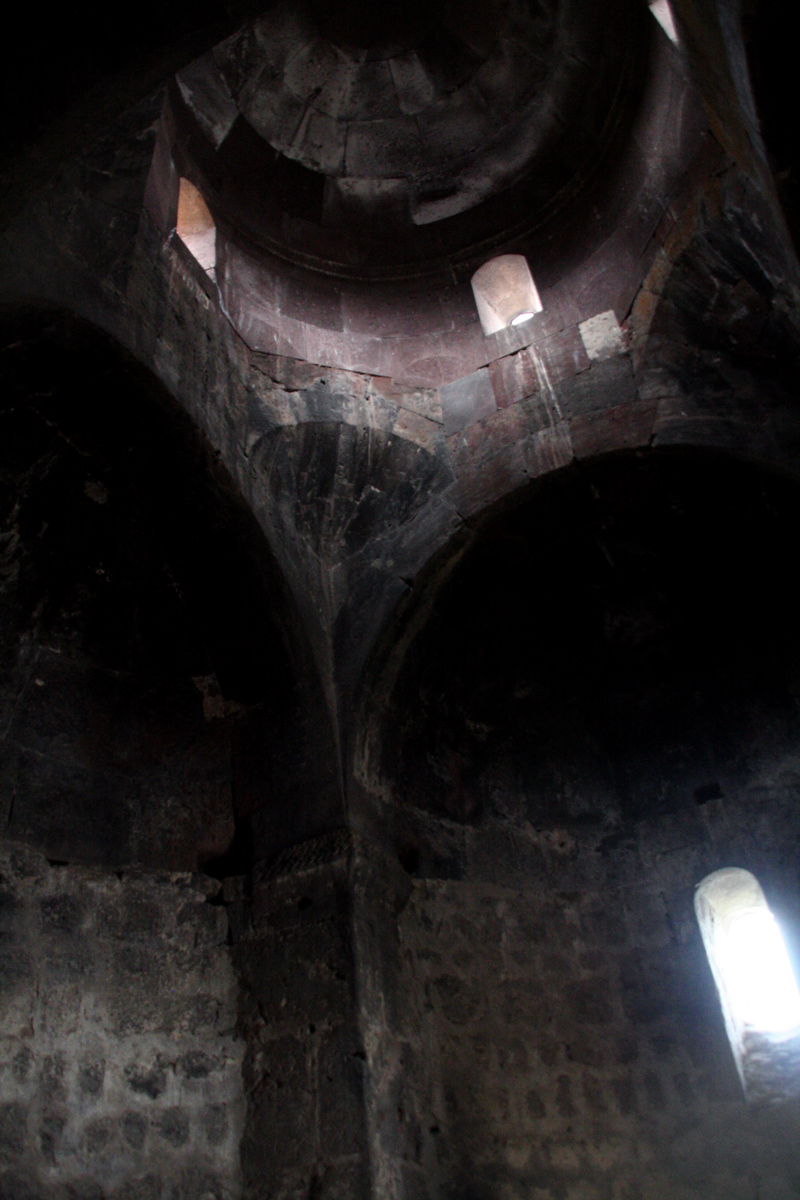